# Castello di Langoiran
Il castello di Langoiran (in lingua francese château de Langoiran) è situato nel comune di Langoiran nel dipartimento della Gironda (Aquitania) in Francia. Esso si trova sul margine sud-orientale di Bordeaux, 25 km a sud-est della città.

## Storia
Il castello e la signoria di Langoiran sono citati sin dall'XI secolo. Le parti più antiche del castello attuale datano dal XIII secolo mentre la parte più recente alla fine del Rinascimento.
La signoria di Langoiran ha rappresentato nel corso dei secoli uno degli elementi più prestigiosi e più potenti del ducato di Aquitania e per tal motivo è stata coinvolta nelle lotte tra i Re d'Inghilterra ed i Re di Francia per il dominio del ducato. È da ricordare che il ducato d'Aquitania era un possedimento personale del re d'Oltre mare (portato in dote da Eleonora d'Aquitania e andata in sposa al re) e non un dominio inglese.
I signori di Langoiran prestarono sempre fedeltà al Duca-Re, la sola eccezione fu Bérard d'Albret che alla fine della sua vita dovette combattere per il re di Francia (1377-1379).
Il castello passò nelle mani delle più illustri famiglie del Sud-Ovest della Francia: Les Escussans, costruttori dell'attuale castello dal XIII al XIV secolo, gli Albret nella seconda metà del XIV secolo.  Rovinati dalle guerre infuttuose i signori di Langoiran furono costretti a vendere terre e castello ad una famiglia bordolese gli Arnoul, borghesi nobilitari.
Nel 1649 durante la Fronda, il castello giunse nelle mani della famiglia Daffis. L'erede non era altro che il Presidente del Parlamento di Bordeaux; passato da poco dalla parte dei Frondisti contro il cardinale Mazzarino. Il duca d'Epernon governatore della Guiana, s'impadronì del castello di Langoiran, lo incendiò e fece saltare il mastio.

## Architettura
Un dongione del XIII secolo con camino, è stato modificato e soprelevato nel XVI secolo.
La torre d'angolo (XVI-XVII secolo) costruita grossolanamente durante un periodo di difficoltà, possiede delle fortificazioni per le armi da fuoco, belle finestre rinascimentali e parapetto di un cammino di ronda.

## Il castello nella cultura di massa
Nel castello sono state girate alcune riprese della serie televisiva francese La profezia d'Avignone, del 2007.